# Уолст, Брэд
Брэд Уолст (англ. Brad Walst) — канадский музыкант из пост-гранж-группы Three Days Grace, играющий на бас-гитаре, так-же является бэк-вокалистом. Родился 17 февраля 1977 года в городе Нортвуд, Онтарио.

## Биография
Брэд является один из соучредителей Three Days Grace, вместе с Адамом Гонтье, Нилом Сандерсоном, Филом Кроуи и Джоуи Грантом. Вступил в группу в 1992 году после приглашения Адама, в тот момент он был его приятелем из школы. В тот момент группа носила название Groundswell, в 1995 году они выпустили альбом под названием «Wave of Popular Feelings».
Но в том же 1995 Фил и Джоуи решили покинуть группу, и таким образом они распались. Но через 2 года, в 1997 году они объединились и создали уже всем привычную группу Three Days Grace, так-же они успели переехать в Питерборо, где они выступали в местных барах, кафе и даже на свадьбах. В конце 1997 года участники перебрались в Торонто. В 2000 году выпустили мини-альбом под названием Three Days Grace (demo).